# WASP-2
WASP-2 — помаранчевий карлик спектрального класу K з видимою зоряною величиною 12m, який розташований на відстані приблизно 469 світлових років у напрямку сузір'я Дельфіна.

## Планетарна система
Ця зоря має одну позасонячну планету WASP-2b, яку було відкрито в процесі виконання проекту СуперWASP у 2006 році. 
| Планета (по порядку віддалення від зорі) | Маса           | Радіус        | Велика піввісь (а.о.) | Орбітальний період (діб) | Нахил орбіти (°) | Ексцентриситет орбіти | Кіл-ть супутників |
| ---------------------------------------- | -------------- | ------------- | --------------------- | ------------------------ | ---------------- | --------------------- | ----------------- |
| WASP-2b                                  | 0.914±0.092 MJ | 1.017±0.15 RJ | 0.03138±0.00142       | 2.152226 ±4e-05          | ?                | 0.0                   | ?                 |

## Подвійна зоря
У 2008 р. було розпочато детальніше вивчення 14 зір з екзопланетами, котрі оригінально було відкрито застосовуючи метод транзиту за допомогою відносно менших телескопів. Всі ці зоряні системи ще раз відспостерігали на 2.2м телескопі обсерваторії Калар Алто в Іспанії. Об'єкт WASP-2, разом з двома іншими, не були попередньо відомі як подвійні зорі. Вторинним компонентом в цій подвійній системі є слабка зоря 15m зоряної величини спектрального класу M, яка розташована на відстані 111 астрономічних одиниць від первинної компоненти, яскравішої зорі спектрального класу K. Зазначена лінійна відстань між компонентами дає видиме розділення двох зів з кутовою відстанню біля однієї секунди на відзнятих зображеннях. Це відкриття спонукало до уточнення обрахунків основних характеристик як первинної зорі, так і екзопланети, що обертається навколо неї.

## Див.також
- WASP-1
- WASP-2b
- WASP-3
- СуперWASP
- Перелік екзопланет